# استاد مدرسه (فیلم ۱۹۵۸)
استاد مدرسه (به هندی: School Master) فیلمی محصول سال ۱۹۵۸ و به کارگردانی بی. آر. پانتولو است. در این فیلم بازیگرانی همچون دیکی ماداوان رائو، اودایا کومار، سیواجی گانسان، جیمینی گانسان، بی. سوراجا دوی ایفای نقش کرده‌اند.